# Heathrow Terminal 4 (Metropolitano de Londres)
A Estação de Heathrow Terminal 4 é uma estação do metropolitano de Londres que serve o Aeroporto de Heathrow.